# Estadio Maracaná (Panama)
Het Estadio Maracaná is een multifunctioneel stadion in Panama-Stad, de hoofdstad van Panama. 
Het stadion wordt vooral gebruikt voor voetbalwedstrijden, de voetbalclub Plaza Amador maakt gebruik van dit stadion. Het wordt ook gebruikt voor het wereldkampioenschap voetbal vrouwen onder 20 van 2020 en werd gebruikt voor het CONCACAF-kampioenschap voetbal onder 17 van 2017. In het stadion is plaats voor 5.500 toeschouwers. Het stadion werd geopend in 2014.